# Чары колдовские
«Чары колдовские» (хинди चमत्कार, урду معجزہ‎, Chamatkar) — индийский фильм, снятый режиссёром Радживом Мехра и вышедший в прокат 8 июля 1992 года. Главные роли исполнили Шахрух Хан, Урмила Матондкар и Насируддин Шах. Фильм провалился в прокате, но стал очень популярным среди детей.

## Сюжет
Главный герой фильма Сундер Шривастав — учитель сельской школы. Однажды к нему из Бомбея приезжает друг детства Прем и предлагает ему поехать в Дубай, чтобы заработать денег и открыть новую школу. Следуя его совету, Сундер продает все, что у него есть и вырученные деньги вручает Прему на билеты и другие расходы. Но, приехав в город, Сундер обнаруживает, что друг обманул его и уехал вместе с деньгами. Не имея в кармане ни гроша, юноша вынужден ночевать на кладбище. Неожиданно там он слышит чей-то голос…

## Роли
- Шахрух Хан — Сундер Шривастав
- Насируддин Шах — Амар Кумар / Марко
- Урмила Матондкар — Мала Кумар
- Шамми Капур — Мистер Каул, тесть Амара
- Девен Варма — инспектор

## Песни
| № | Оригинальное название               | Исполнитель(ница)                          |
| - | ----------------------------------- | ------------------------------------------ |
| 1 | «Is Pyar Se Meri (Pyaar Ho Jayega)» | Кумар Сану, Алка Ягник                     |
| 2 | «Is Pyar Se Meri Taraf Na Dekho»    | Кумар Сану                                 |
| 3 | «Yeh Hai Pyaar Pyaar»               | Кумар Сану, Аша Бхосле                     |
| 4 | «Bichoo O Bichoo»                   | Аша Бхосле                                 |
| 5 | «O Meri Neendein Churane Wale»      | Кумар Сану, Аша Бхосле                     |
| 6 | «Dekho Dekho Chamatkar»             | Кумар Сану, Сукхвиндер Сингх, Нанду Бхенде |
| 7 | «Dekh Dekh Chamatkaar»              | Кумар Сану, Нанду Бхенде                   |
| 8 | «Jawani Deewani»                    | Удит Нараян, Пурнима                       |

## Дополнительные факты
- «Чары колдовские» — второй полнометражный фильм Шахрух Хана. Он вышел на экраны через две недели после его дебютного «Безумная любовь».
- По слухам, продюсер фильма Раджив Мехра попросил Шахруха отложить его свадьбу с Гаури Чиббер, которая была намечена на конец 1992 года, до выхода фильма. Вместо этого Шах просто приложил все усилия, чтобы фильм сняли быстрее[1].